# Pterolophioides camerunensis
Pterolophioides camerunensis là một loài bọ cánh cứng trong họ Cerambycidae.